# Доцвиль
Доцвиль (нем. Dozwil) — коммуна в Швейцарии, в кантоне Тургау.
Входит в состав округа Арбон. Население составляет 552 человека (на 31 декабря 2007 года). Официальный код — 4406.